# Marek Obarski
Marek Obarski (ur. 2 lipca 1947 w Poznaniu, zm. 20 maja 1997 tamże) – polski poeta, prozaik, krytyk literacki i tłumacz.

## Życiorys
Pochodził z rodziny nauczycieli. Jego rodzice to Adam Obarski i Zdzisława z Dybowskich. Uczył się w III Liceum Ogólnokształcącym im. M. Kasprzaka w Poznaniu. Zdał maturę w 1966 roku. Rozpoczął następnie studia w zakresie filologii angielskiej na Uniwersytecie im. Adama Mickiewicza w Poznaniu, których nie ukończył. O swoich doświadczeniach tego okresu wypowiadał się tak: W Bieszczadach wraz z grupą hipisów próbowałem zbudować osadę ludzi wolnych, niepodległych systemowi władzy. W 1968 roku poznałem smak więziennego chleba.
W latach 1974–1979 zajmował się prowadzeniem Teatru Kwitnącej Trawy, który działał przy Klubie Medyka „Aspirynka” w Poznaniu, wystawiał tam misteria poetycko-muzyczne, jego zdaniem tenże teatr stanowił jakby wspólnotę plemienną, zalążek alternatywnego ładu społecznego. Poślubił malarkę Aleksandrę Zaworską w 1982 roku. Pracował w redakcji czasopisma „Sztuka Dla Dziecka” w latach 1989–1990, był redaktorem w Domu Wydawniczym Rebis w latach 1990–1992, pracował w redakcji kwartalnika kulturalnego „Europa” w latach 1992–1994. Zajmował się prowadzeniem warsztatów literackich dla dzieci, które nawiązywały to twórczości inspirowanej nurtem zen w latach 1995–1996, w Miejskim Domu Kultury nr 2 w Poznaniu.
Od lat 80. XX wieku praktykował buddyzm tybetański. Zajmował się twórczością obrzędową oraz rytuałami magicznymi Aborygenów australijskich.
Był członkiem Związku Literatów Polskich od 1971 roku i członkiem zarządu Oddziału Poznańskiego tegoż związku.

## Nagrody i odznaczenia
- Medal Młodej Sztuki za tom Ciało chmury (1984)[4]
- Odznaka Honorowa miasta Poznania (1984)[1]
- odznaka „Za Zasługi w Rozwoju Województwa Poznańskiego” (1985)[1]
- Nagroda im. Stanisława Piętaka za tom opowiadań Tańczący gronostaj (1985)[5][4]
- Srebrny Krzyż Zasługi (1986)[1]
- nagroda Funduszu Literatury (1988)[1]

## Twórczość
Debiutował w 1962 roku wierszami w 29. numerze „Przewodnika Katolickiego”. Publikował swoje teksty w czasopismach: „Faktach”, „Faktach i Myślach”, „Gazecie Poznańskiej”, „Głosie Wielkopolski”, „Nadodrzu”, „Nurcie”, „Okolicach”, „Tygodniku Kulturalnym”.
Tłumaczył teksty literackie z języka angielskiego, m.in. dzieła Jacka Kerouaca, Sylvii Plath, Teda Hughesa, Williama Whartona. Cytat z jego twórczości pojawił się powieści Wnuczka do orzechów z cyklu Jeżycjada Małgorzaty Musierowicz.

### Publikacje
- Zatopione piszczałki, ZSP, 1969 (tom wierszy)[1]
- Kultury. Spotkanie literackie przy kominku[1]
- Wsie wilków, Wydawnictwo Poznańskie, 1971 (tom wierszy)[1]
- Prześwietlenie lotu, Wydawnictwo Poznańskie, 1978 (tom wierszy)[1]
- Ciało chmury, Wydawnictwo Poznańskie, 1983 (tom wierszy)[1]
- Tańczący gronostaj, Wydawnictwo Poznańskie, 1985 (zbiór opowiadań)[1]
- Kwiat płodu, Wydawnictwo Poznańskie, 1987 (tom wierszy)[4]
- Słomiany olbrzym, Wydawnictwo Poznańskie, 1987 (powieść)[4]
- Leśny ołtarz, Wydawnictwo Poznańskie, 1989 (zbiór opowiadań)[4]